# Triticale
Triticale (der oder die, auch: ×Triticosecale oder Triticosecale Wittmack oder Tritikale) ist ein Getreide. Es ist eine Kreuzung aus Weizen (Triticum aestivum  L.) als weiblichem und Roggen (Secale cereale L.) als männlichem Partner. Der Name ist aus Triticum und Secale, jeweils Neutrum, zusammengesetzt. Die umgekehrte Kreuzung ergibt Secalotricum. Geschmack und Inhaltsstoffe der Triticale liegen zwischen denen von Weizen und Roggen. 

## Beschreibung

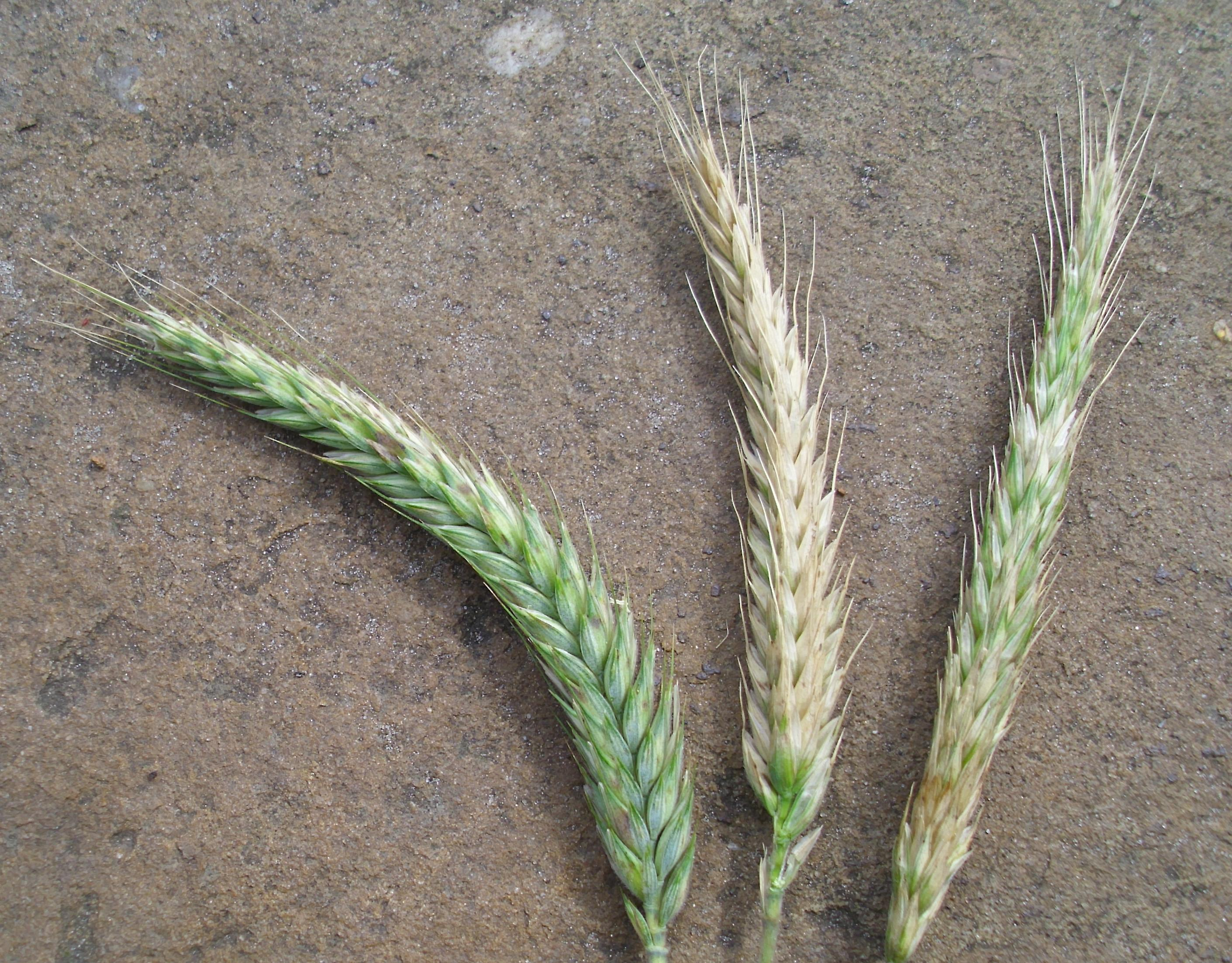
Triticale-Ähren

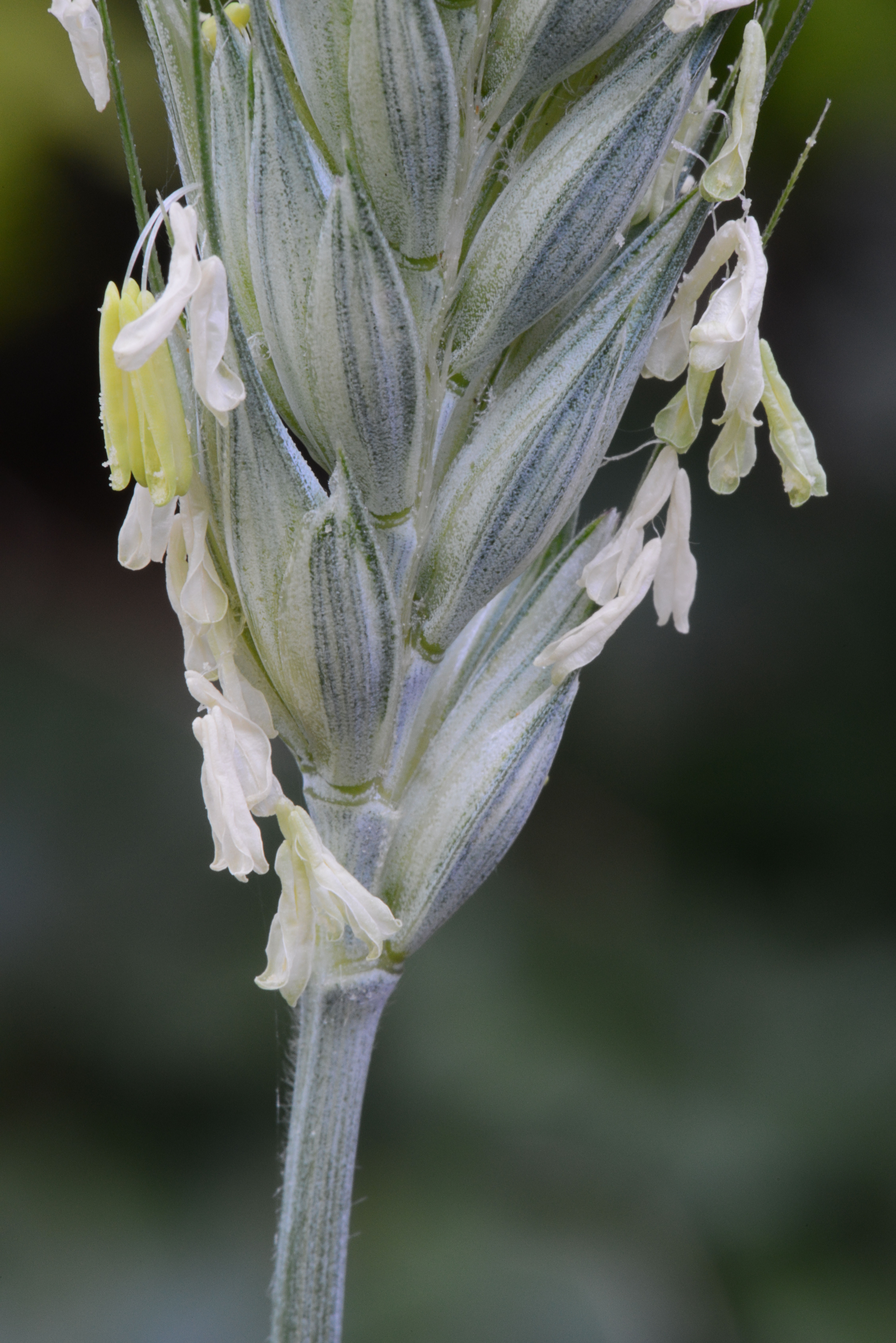
Ährchen von Triticale blühend

### Erscheinungsbild
Das Erscheinungsbild von Triticale ist je nach Sorte sehr unterschiedlich. So gibt es Typen, die eher Weizen ähnlich sind, und andere, die dem Roggen ähneln. Sorten mit langem oder kurzem Stroh oder überlangen Ähren kommen ebenfalls vor. Auch das Korn ist in Form, Aussehen und Inhaltsstoffen je nach Sorte verschieden.

### Vegetative Merkmale
Die Halme sind 70 bis 140 Zentimeter hoch. Die Blattoberseite ist schwach gerieft, dunkelgrün, manchmal bläulich bereift und beide Blattseiten sind dicht sowie fein behaart. Am Grund der Blattspreite befinden sich zwei Öhrchen, die sichelförmig den Halm umfassen und die am Rand abstehend bewimpert sind.

### Generative Merkmale
Der ährige Blütenstand ist 8 bis 16 Zentimeter lang und dicht. Die Ährchen enthalten meist drei oder vier (zwei bis sechs) Blütchen. Die Hüllspelzen sind einnervig, behaart und bei einer Länge von etwa 10 Millimetern linealisch-lanzettlich mit spitzem oberen Ende bis kurz begrannt. Die Deckspelzen sind siebennervig, etwa 15 Millimeter lang und im oberen Teil dicht behaart. Die beiden unteren Deckspelzen sind lang begrannt, die oberen sind kurz begrannt oder unbegrannt. Die Vorspelzen sind zweinervig, etwa so lang wie die Deckspelzen und auf den Kielen kurz und steif bewimpert.
Die Frucht ist frei, 6 bis 9 Millimeter lang und am oberen Ende behaart.
Seine Grannen sind 3 bis 5 Zentimeter lang und vierkantig.

## Ursprung

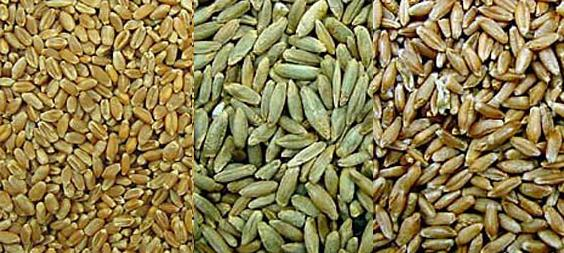
Körner von Weizen (links), Roggen (Mitte) und Triticale (rechts)

Bei der Kreuzung entsteht eine Hybride. Die Kreuzungsnachkommen sind hochgradig steril. Deshalb müssen die Chromosomensätze durch Behandlung der Keimlinge mit Colchicin, dem Alkaloid der Herbstzeitlosen, künstlich verdoppelt werden, um fertile Pflanzen zu erhalten („primäre“ Triticale). Zugelassene marktübliche Sorten gehen heutzutage immer auf Kreuzungen Triticale × Triticale („sekundäre“ Triticale) zurück. Die allotetraploide Hybride aus weiblichem Triticum turgidum subsp. durum oder weiblichem Triticum aestivum mit männlichem Secale cereale ist der Blaringhem-Tritikale ×Triticosecale blaringhemii A.Camus. Weitere Hybriden bei Tritikale sind ×Triticosecale neoblaringhemii A.Camus, ×Triticosecale schlanstedtensis Wittm. und ×Triticosecale semisecale (Mackey) K.Hammer & Filat.
Triticale wurde gezüchtet, um die Anspruchslosigkeit des Roggens mit der Qualität des Weizens zu verbinden. Erste fertile Triticale wurden im 19. Jahrhundert gefunden. Erstmals wurde im Jahr 1875 über eine gelungene Bestäubung von Weizen mit Roggenpollen durch den schottischen Botaniker A. Stephen Wilson berichtet. Im Jahr 1883 konnte der amerikanische Pflanzenzüchter Elbert S. Carman eine echte Hybridpflanze aus der Kreuzung aus Weizen und Roggen erzeugen. Dem deutschen Pflanzenzüchter Wilhelm Rimpau gelang im Jahr 1888 ebenfalls eine fertile Kreuzung. Er produzierte eine F1-Hybride, die 12 fertile Nachkommen hatte. Diese Sorte wird auch heute noch in der Genbank in Gatersleben als "Triticale Rimpau" mit der Akzessionsnummer TCA 26 instand gehalten. Triticale erhielt den wissenschaftlichen Namen „Triticosecale rimpaui“ von Ludewig Wittmack im Jahr 1899. Ab 1935 wurde daraus der heute gebräuchliche Name Triticale (×Triticosecale Wittmack). Die gezielte Züchtung wurde erst nach der Entdeckung des Colchicins in den 1930er Jahren möglich, z. B. in Schweden, Schottland und der Sowjetunion. Die ersten Triticalesorten mit weiter Verbreitung wurden in Polen gezüchtet.
Vom Weizen stammen die Vorteile der guten Backfähigkeit, der hohen Erträge und das kurze Stroh, vom Roggen stammen die Vorteile der geringen Ansprüche an das Klima und an die Bodenqualität.
Man unterscheidet zwischen Sommertriticale, die keine Winterruhe benötigt und im Frühjahr ausgesät wird, und Wintertriticale, die im Herbst ausgesät wird. Sommertriticale ist in Europa fast ohne Bedeutung und wird meist in den Tropen und Subtropen angebaut.
Seit dem Jahr 2009 stehen die ersten Triticale-Hybriden in den offiziellen Sortenprüfungen. In Frankreich befindet sich die erste Hybridtriticale-Sorte vor der Markteinführung.

## Anbau in Deutschland
Anbauen kann man Triticale auf allen Böden innerhalb Deutschlands. Allerdings ist auf guten Standorten der Weizen im Ertrag überlegen und auf nährstoffarmen Sandböden bringt Roggen höhere Erträge. Der Anbau konzentriert sich auf klimatisch weniger günstige Lagen beispielsweise in den Mittelgebirgen.
Die Aussaat erfolgt Anfang September bis Ende Oktober mit 120–140 kg pro ha (rund 300 Körner pro m² bei einem durchschnittlichen Tausendkorngewicht von 45 g). Auch eine sehr späte Aussaat ist aufgrund der guten Winterhärte von Triticale möglich. Des Weiteren vermindert  eine späte Saat erheblich den Unkrautbesatz. Bei Beginn des Anbaus von Triticale war die Art wenig anfällig für Pilzkrankheiten und die Beratung empfahl es als extensiv anzubauendes Getreide mit wenig Pflanzenschutzbedarf. Mit dem verstärkten Anbau ab den 1980er Jahren relativierte sich dieser Vorteil und spätestens seit den 2010er Jahren wird von der offiziellen Beratung ein ähnlich hoher Fungizideinsatz wie im Roggen- oder sogar Weizenanbau empfohlen. Ein Beispiel für eine Pilzkrankheit ist Mutterkorn, das hoch toxisch ist und daher besonders beachtet werden sollte. Der Einsatz von Wachstumsregulatoren gehört in der konventionellen Landwirtschaft zu den Standardanwendungen. Der optimale Zeitpunkt der Ernte liegt bei Vollreife sortenabhängig meist zwischen der Roggen- und Weizenernte. Unter optimalen Bedingungen sind Erträge bis zu 120 dt pro ha möglich. Unter weniger günstigen Bedingungen auf typischen Anbaustandorten liegen die Erträge bis zu 25 Prozent über den Weizenerträgen.

## Wirtschaftliche Bedeutung
Im Jahr 2022 wurden laut FAO weltweit 14.157.881 t Triticale geerntet. Die zehn größten Produzenten brachten dabei 87,1 % der Welternte ein.
| Rang | Land                | Menge (in t) |
| ---- | ------------------- | ------------ |
| 1    | Polen               | 5.440.270    |
| 2    | Deutschland         | 1.929.700    |
| 3    | Frankreich          | 1.613.730    |
| 4    | Belarus             | 1.192.880    |
| 5    | Spanien             | 634.890      |
| 6    | Volksrepublik China | 386.071      |
| 7    | Türkei              | 320.000      |
| 8    | Russland            | 306.875      |
| 9    | Österreich          | 292.870      |
| 10   | Tschechien          | 207.620      |
|      | Summe Top Ten       | 12.324.906   |

## Nutzung
Neben der überwiegenden Anwendung als Futtergetreide (über 50 Prozent) kann es auch für die menschliche Ernährung (Backwaren, Bier etc.) genutzt werden. Brot wird allerdings wegen der teilweise ungünstigen Backeigenschaften (zu hohe Amylaseaktivität und damit verbunden schlechte Verkleisterungseigenschaften der Stärke) in der Regel aus Gemischen mit Weizen bzw. Roggen erzeugt. Die einzelnen Triticale-Sorten sind unterschiedlich geeignet.
Eine Nutzung als Energiegetreide ist derzeit noch relativ selten und wird erforscht. Für die Bioethanolproduktion ist Triticalekorn geeignet, aufgrund der hohen Stärkegehalte von Triticale zahlen Produzenten von Bioethanol beim Ankauf höhere Preise als für Roggen. Zudem wurden von den Universitäten Gießen und Kassel Triticalesorten identifiziert, die hohe Biomasseerträge pro Fläche liefern und somit auch für die Gewinnung anderer Kraftstoffe und Biogas nutzbar sind.

## Trivia
In der Science-Fiction-Fernsehserie Raumschiff Enterprise spielt in einer der populärsten Folgen „The Trouble with Tribbles“ („Kennen Sie Tribbles?“) ein fiktives „Quadrotriticale“ eine größere Rolle, dessen Ursprung auf Triticale zurückgeführt wird.